# パシフィックビジネスコンサルティング
株式会社パシフィックビジネスコンサルティング(Pacific Business Consulting, Inc.) は、東京都品川区に本社を置く、ITコンサルティング企業である。マイクロソフトの製品群を中心としたソリューションを提供している。

## 沿革
- 1993年9月 - 神奈川県横浜市西区竹之丸に株式会社パシフィックビジネスコンサルティング設立。
- 1996年5月 - 本社を東京都港区東新橋に移転。
- 2000年7月 - 本社を東京都港区芝大門に移転。
- 2001年11月 - Navision社と日本における販売取り扱いに関しパートナー契約を締結。
- 2002年7月 - マイクロソフト社のNavision社買収に伴い、パートナー契約をマイクロソフト社と再締結。
- 2006年6月 - 本社を現在地に移転。
- 2012年8月 - 香港に現地法人を設立
- 2015年9月 - バンコクに現地法人を設立
- 2016年2月 - 株式会社日立ソリューションズ・クリエイトと事業提携。
- 2018年4月 - 全発行済株式を関電システムソリューションズ株式会社へ譲渡[2]。

## 関連会社
- Pacific Business Consulting (Thailand) Co., Ltd